# Селекционное достижение
Селекционное достижение — это результат творческой деятельности в области создания биологически новых объектов с определенными свойствами, на который в установленном порядке признается исключительное право физического и юридического лица путём официального признания его таковым после выполнения определенных действий — составления заявки на выдачу охранного документа, подачи её в уполномоченный орган, экспертизы заявки, проведения испытания заявленного объекта и вынесения названным органом решения о выдаче охранного документа.

## Понятие селекционных достижений и условия охраноспособности
Особую разновидность объектов патентно-правовой охраны составляют селекционные достижения, т.е. сорта растений и породы животных.
Правовая охрана селекционных достижений во многом сходна с охраной объектов промышленной собственности. К тому же во многих странах селекционные достижения охраняются нормами патентного права. Для того, чтобы приобрести правовую охрану селекционные достижения должны удовлетворять следующим критериям:
1. Новизна. Сорт или порода считаются новыми, если на дату подачи заявки на выдачу патента, селекционер не продавал и не передавал семена или племенной материал селекционного достижения другим лицам;
2. Отличимость. Селекционное достижение должно явно отличаться от любого другого общеизвестного селекционного достижения, существующего к моменту подачи заявки;
3. Однородность. Растения сорта, животные породы должны быть достаточно однородны по своим признакам с учетом отдельных отклонений, которые могут иметь место в связи с особенностями размножения;
4. Стабильность. Селекционное достижение считается стабильным, если его основные признаки остаются неизменными после неоднократного размножения или, в случае особого цикла размножения, в конце каждого цикла размножения.

## Субъекты прав на селекционные достижения
Субъектами прав на селекционные достижения являются авторы, патентообладатели, оригинаторы. Автором селекционного достижения (селекционером) является физическое лицо — создатель селекционного достижения. Автор может передать своё право другому лицу, поэтому в дальнейшем патентообладателем может быть и другое лицо.
Оригинатором сорта сельскохозяйственного растения является физическое или юридическое лицо, которое создало, вывело или выявило сорт сельскохозяйственного растения и обеспечивает его сохранение.

## Защита прав на селекционное достижение
По сравнению с патентным законом, в законе о селекционных достижениях более подробно определяются права авторов селекционных достижений, которые не являются патентообладателями, а передали своё право на подачу заявки используя договор. В зависимости от условий договора, который заключается между патентообладателем и автором, автор имеет право на получение от патентообладателя вознаграждения за использование им созданного селекционного достижения. Также в зависимости от условий договора определяется размер и условия выплаты вознаграждения. За несвоевременную выплату вознаграждения патентообладатель уплачивает автору пеню за каждый день просрочки в размере, определенном договором.
Гражданско-правовые способы защиты правообладателей применяются в тех случаях, когда любое физическое или юридическое лицо, при использовании селекционного достижения нарушает исключительные права патентообладателя. В отличие от обладателей прав на изобретения, полезные модели и промышленные образцы требования к нарушителю патента на селекционное достижение могут быть заявлены не только обладателем исключительной, но и неисключительной лицензии. В числе способов защиты могут быть также взыскание убытков, а также другие способы защиты, предусмотренные гражданским законодательством.

## Срок защиты интеллектуальных прав на селекционное достижение
Правоохранение селекционных достижений действует на протяжении 30 лет. Исчисляется период охраны со дня получения патентов, т.е. с момента государственной регистрации (статья 1424 Гражданского кодекса Российской Федерации). Но для некоторых новых сортов растений исключительное право действует 35 лет. Это древесные, декоративные, плодовые культуры, лесных породы и сорта винограда.

## Список документов, необходимых для регистрации прав
Для того, чтобы занести новый сорт или породу животного в Государственный реестр охраняемых селекционных достижений необходимо подать пакет документов в Госсорткомиссию. В нее  входят:
- Заявка на патент. С указанием автора селекционного достижения (селекционера), данные о лице или группе лиц, на имя которого будет выдан патент (патентообладатель); указывается место жительства или местонахождения.
- Анкета сорта растения или породы животного.
- Документ, подтверждающий оплату госпошлины.
- Доверенность (опционально, нужна в случае подачи заявки представителем).